# Hymenozetes quadricornutus
Hymenozetes quadricornutus är en kvalsterart som beskrevs av Sandór Mahunka 1993. Hymenozetes quadricornutus ingår i släktet Hymenozetes och familjen Microzetidae. Inga underarter finns listade i Catalogue of Life.